# The Famous Five – Smuggler’s Gold – The Musical
The Famous Five – Smuggler’s Gold – The Musical ist eine Musical-Verfilmung, die nach Motiven aus Enid Blytons Buchserie Fünf Freunde, zum 100. Geburtstag der Autorin, im Jahr 1997 entstand.

## Handlung
Die Handlung ist in achtzehn Szenen unterteilt.
Szene 1. London 1930's
London in den dreißiger Jahren. Drei Geschwister namens Julian, Dick und Anne fahren von London mit dem Zug zu ihrem Onkel und ihrer Tante, wo sie die Sommerferien verbringen dürfen. Auch zwei zwielichtige Herren, die sich Mr. Wilton und Mr. Thomas nennen, fahren mit dem Zug. Im selben Abteil wie die beiden Herren sitzt ein Herr namens Rowland, der damit beschäftigt ist, die Zeitung zu lesen. Nach einer Zugfahrt, bei der die Kinder aus dem Fenster schauen und die sich verändernde Landschaft betrachten, kommen die Kinder schließlich an ihrem Bestimmungsort an. Das an der See gelegene Haus, in dem Onkel Quentin, Tante Fanny und deren Tochter wohnen, trägt den Namen Kirren Cottage. Dort angekommen, werden die Kinder sogleich von ihrem Onkel und von ihrer Tante begrüßt. Nur die Cousine Georgina, die im selben Alter wie Julian ist, fehlt, denn sie treibt sich wohl in der Gegend herum, obwohl sie eigentlich die Geschwister vom Bahnhof abholen sollte. Bald nach der Ankunft legen sich die Geschwister schlafen.
Szene 2. The following morning – I.
Am nächsten Morgen trifft Anne vor der Tür des Hauses ihre Cousine George an, die schon früh am Morgen zum Angeln gehen will. Anne muss aber feststellen, dass ihre Cousine nicht leicht zugänglich ist. Georgina erklärt, dass sie keine Mädchen mögen würde, selbst auch keines sein wolle und dass sie sich George nennen würde. Erst als Anne sich dafür ausspricht, den Jungennamen George für sie zu verwenden, zeigt George ein weniger abweisendes Verhalten und ist sogar recht freundlich. Aber als die Brüder auf der Bildfläche erscheinen und George mit Georgina ansprechen, nimmt sie sofort ihre Sachen und geht Richtung See. Ihr Vater fängt sie jedoch ab und führt sie zurück zu den Geschwistern. Der Onkel erklärt, dass er mit den Eltern der Geschwister und der Tante abgesprochen habe, dass die Kinder in den Ferien von einem Hauslehrer unterrichtet werden sollen. Außerdem schärft er den Kindern ein, dass sie sich leise verhalten sollen, denn er arbeite in seinem Studierzimmer an einer Erfindung, welche die Welt verändern wird. Die vier Kinder freunden sich untereinander an, und George präsentiert Anne, Julian und Dick ihren besten Freund. Es ist Timmy, ein zotteliger kleiner Hund, der von ihnen ohne Zögern ins Herz geschlossen wird. Mit einem lauten Hallo kommt Mr. Rowland, der vom Onkel schon angekündigte Hauslehrer, des Weges und stellt sich den Kindern vor. Beim Vorstellen zeigt sich schnell, dass Mr. Rowland Timmy nicht mag, auch wenn er dies nicht zugeben will. Darüber hinaus nennt er George bei ihrem eigentlichen Namen Georgina, was ihr missfällt. Der Hauslehrer betritt das Haus, um sich den Eltern vorzustellen und sein Zimmer im Haus zu beziehen. Die Kinder bleiben allein zurück. Dick fragt George nun nach dem großen alten Haus, welches sie gestern vom Zug aus sehen konnten. George weiß sofort Bescheid, welches Haus gemeint ist. Es handelt sich um das Kirren-Farmhouse, ein Haus, das schon im Besitz ihrer Ururgroßmutter war. Ihr Bruder war ein Schmuggler, der wohl einst zu sehr viel Gold gelangte. Ihre Familie vermietet es im Sommer an Gäste. Bis zum Nachmittag steht es noch frei, dann ziehen zwei Künstler aus London ein. Die Kinder ziehen los, um das Farmhaus näher zu untersuchen.
Szene 3. Later at Kirren Farmhouse
Die Kinder betreten Kirren Farmhaus. Sie machen zunächst Licht und entdecken dabei ein Geheimfach, in dem eine rätselhafte Karte liegt. Sie geben sich nun den Namen Famous Five (also auf Deutsch: die berühmten Fünf), da sie die Hoffnung haben, Gold zu finden, womit sie glauben, berühmt zu werden. Sie verlassen das Farmhaus, aber Mr. Wilton und Mr. Thomas, die Sommergäste, waren in einem Nebenzimmer und haben sie belauscht. Die beiden Gauner beschließen, die Gelegenheit zu nutzen, um reich zu werden.
Szene 4. In the classroom the following morning
Mr. Rowland unterrichtet die Kinder zunächst im Konjugieren lateinischer Verben. Sie müssen die Konjugation von „amare“, was „lieben“ bedeutet, - also „amo, amas, amat“ – aufsagen. Mr. Rowland behandelt George weiterhin als Mädchen, was ihre Abneigung gegenüber ihm weiter verstärkt. Im anschließenden Geschichtsunterricht werden die alten Ägypter behandelt. Als Timmy plötzlich im Klassenraum erscheint, muss sich George um ihn kümmern und ihn erst einmal wegbringen. So bleibt Mr. Rowland mit den Geschwistern zurück. Mr. Rowland verwickelt sie in ein Gespräch jenseits des Unterrichts und gewinnt dabei ihr Vertrauen. Die Geschwister zeigen Mr. Rowland die gefundene Karte, auf welcher der Wortlaut Via occulta zu finden ist. Mr. Rowland übersetzt den lateinischen Wortlaut mit „geheimer Gang“. Auf der Karte ist außerdem von einem Zimmer, das nach Osten ausgerichtet ist und in dem acht hölzerne Tafeln zu finden sind, die Rede. Sie vereinbaren, sich am nächsten Nachmittag mit ihm im Farmhaus zu treffen, um dem Rätsel nachzugehen. Mr. Rowland schließt den Unterricht und begibt sich zu Onkel Quentin, um ihm bei einem Experiment zu helfen. George kommt zurück und ist verärgert als sie erfährt, dass Mr. Rowland eingeweiht wurde. Sie will am morgigen Treffen im Farmhaus nicht teilnehmen.
Szene 5. Much later that night
Spät in der Nacht fängt Timmy an zu bellen. George steht auf, macht in der Stube das Licht an und entdeckt Mr. Rowland im Nachtmantel, der von Timmy angebellt wurde. Georges Vater kommt hinzu und will klären, wie es zum Krach mitten in der Nacht kommt. Mr. Rowland erklärt, dass er Geräusche gehört habe und er Einbrecher befürchtet hätte. Als er dann aufstand, um nachzuschauen, sei er von Timmy angefallen worden. Georges Vater ordnet sogleich an, dass Timmy nun in seiner Hundehütte schlafen müsse. George ist nicht einverstanden mit der Entscheidung, fügt sich aber mit Verärgerung der Anordnung.
Szene 6. Later that night
George bringt Timmy nach draußen, lässt ihn jedoch nicht allein, sondern legt sich zu ihm hin und schläft ein.
Szene 7. The following morning – II.
Am Morgen wird George von Anne, Julian und Dick entdeckt und sogleich geweckt. Sie versuchen, die deprimierte George ein wenig aufzuheitern, was nicht wirklich gelingt. Auch am Treffen mit Mr. Rowland will sie weiterhin nicht teilnehmen. Stattdessen geht sie mit Timmy ins Dorf. Kurz darauf bricht auch Mr. Rowland auf, um ins Dorf zu gehen. Die Geschwister, die noch vor der Haustür stehen, bittet er darum, schon einmal vorzugehen und beim Farmhaus auf ihn zu warten.
Szene 8. In the village
George und Timmy sind im nahegelegenen Dorf angelangt. Überraschenderweise entdeckt sie dort Mr. Rowland, wie er sich intensivst mit Mr. Wilton und Mr. Thomas unterhält. Ihr Misstrauen gegenüber Mr. Rowland nimmt nochmals zu. So hält sie sich vor den drei Männern verborgen und tritt schneller als geplant und ungesehen den Heimweg an.
Szene 9. Back at the farmhouse
Die Geschwister sind derweil zum Farmhaus gegangen und werden dort plötzlich von Mr. Wilton und Mr. Thomas überrascht. Kurz darauf tritt Mr. Rowland ebenfalls ein. Er stellt sich den beiden vor. Auch die beiden Künstler tun so, als würden sie Mr. Rowland nicht kennen. Zur Suche des geheimen Ganges kommt es nach dieser Begegnung nicht mehr, denn da das Farmhaus nun offensichtlich schon durch die Sommergäste bewohnt ist, wollen Mr. Rowland und die Geschwister nicht weiter stören.
Szene 10. Back at the classroom – I.
Am nächsten Morgen warten die Kinder im Klassenzimmer auf Mr. Rowland. Bevor er auftaucht, tauschen die Kinder ihre beiden Geschichten aus. George vermutet nach der Beschreibung der beiden Männer, dass es die beiden Männer waren, mit denen sich Mr. Rowland im Dorf kurz zuvor getroffen hatte. Mr. Rowland betritt den Klassenraum und gibt den Kindern eine Aufgabe. Sie sollen 200 Wörter über die Schlacht bei Hastings schreiben. Er habe sich mit Onkel Quentin verabredet, um mit diesem über seine Arbeiten zu reden. George hält sich mittlerweile nicht mehr an die Anordnung, Timmy draußen zu lassen. Heimlich nimmt sie ihn immer wieder mit ins Haus, ohne dass dies von den Erwachsenen bemerkt wird. Dennoch besteht Mr. Rowland weiterhin darauf, dass Timmy draußen bleibt.
Szene 11. The following morning – III.
Eines Morgens erzählt George Anne, dass sie Timmy mitten in der letzten Nacht aus der Kälte mit ins Haus genommen habe, da es draußen so kalt gewesen sei. Im Studierzimmer ihres Vaters habe sie ihn mit Kampferöl eingerieben, damit es ihm wieder warm werde. Zum Unterricht erscheint George, die ihre Aggressionen gegenüber Mr. Rowland kaum noch zurückhalten mag, an diesem Morgen nicht. Der Unterricht hat noch nicht wirklich angefangen, als der aufgebrachte Onkel Quentin das Zimmer betritt und den Verlust seines Notizbuches mit den Formeln zu seiner neuen Erfindung beklagt. Die Tante kommt hinzu und hat ein Fläschchen mit Kampferöl in der Hand, das sie im Studierzimmer gefunden hat. Der Verdacht fällt auf George, denn sie ist nicht da.
Szene 12. Later in Uncle Quentin's study
George ist wieder aufgetaucht und sie wird von ihrem Vater und ihrer Mutter im Studierzimmer zur Rede gestellt. Schnell gibt sie zu, dass sie Timmy in der Nacht mit ins Haus und ins Studierzimmer genommen hat, damit er sich dort aufwärmt. Timmy habe einen schrecklichen Husten gehabt, der nach dem Einreiben mit dem Kampferöl zurückgegangen sei. Mit dem Verschwinden des Notizbuches will sie aber nichts zu tun haben. Zur Bestrafung für ihr Betragen darf George Timmy in den nächsten drei Tagen nicht sehen, was sie äußerst unglücklich stimmt. Während ihres Aufenthaltes fiel George auf, dass das Studierzimmer Vertäfelungen aufweist, wie sie in der alten Karte beschrieben sind.
Szene 13. Back at the classroom – II.
George berichtet Anne, Julian und Dick über den Entschluss ihrer Eltern. Sie ist überzeugt, dass Mr. Rowland das Notizbuch an sich genommen hat. Doch die Geschwister zweifeln. Dennoch schafft sie es, Julian zu überreden, dass dieser dem spazierengehenden Mr. Rowland heimlich folgt.
Szene 14. Outside the farmhouse
In der Nähe des Farmhauses bleibt Mr. Rowland stehen, wartet dort eine Weile, bis sich Mr. Wilton und Mr. Thomas ihm nähern. Julian kann nun deutlich beobachten, wie Mr. Rowland das vermisste Notizbuch den beiden Ganoven überreicht. Froh darüber, die Wahrheit entdeckt zu haben, eilt Julian zurück nach Kirren Cottage.
Szene 15. Back at the cottage
Ohne Zeit verstreichen zu lassen, berichtet Julian den anderen Kindern, was er beobachtet hat. Ein Sturm zieht auf, die Straßen in der Umgebung werden gesperrt und ein Verlassen des Hauses ist nun erst einmal nicht mehr möglich. Mr. Rowland zieht sich, wie er behauptet, wegen einer Migräne in sein Zimmer zurück. Die Kinder simulieren Erschöpfung und gehen früh ins Bett. Die Tante und der Onkel wollen die Ruhe im Haus nutzen und ziehen sich in die Küche zurück, wo die Tante noch etwas zu tun hat.
Szene 16. Later that night in the study
Die Kinder sind nicht wirklich zu Bett gegangen. Mitten in der Nacht stehen sie auf und betreten das Studierzimmer, untersuchen die dortige Täfelung und entdecken eine verborgene Tür und somit den Geheimgang. Mit Bedauern, dass sie Timmy nicht dabei haben, betreten sie den geheimen Gang.
Szene 17. In the secret passage
Die Kinder tapsen langsam mit ihren Taschenlampen in der Hand durch den Geheimgang. Kurze Zeit später entdeckt auch Mr. Rowland, der durch Geräusche aus dem Studierzimmer geweckt wurde, dort den geöffneten Geheimgang. Er betritt ihn ebenfalls und folgt den Kindern.
Szene 18. Back at the farmhouse
Der Tunnel endet in einem Schrank im Farmhaus, das sie betreten. Es scheint verlassen zu sein. Dann kommt aber Mr. Wilton zurück und versucht, die Kinder festzuhalten. Die Kinder schaffen es aber, ihn zu überwältigen und zu fesseln. Dabei entdeckt George, dass der Gauner das gestohlene Notizbuch bei sich trägt, und nimmt es an sich. Als die Kinder zurück in den Geheimgang gehen wollen, steigt plötzlich Mr. Rowland aus dem Schrank. Zeitgleich betritt auch Mr. Thomas den Raum. Mr. Rowland verlangt das Buch zurück und unterstreicht seine Forderung mit einer Pistole in der Hand. George folgt seiner Forderung. Mr. Rowland steht jedoch vor dem Schrank, als sich erneut unerwartet die Schranktür öffnet und ihn aus dem Gleichgewicht bringt. Er verliert die Waffe aus der Hand und Julian reagiert schnell. Er nimmt die Waffe an sich und richtet sie auf die Verbrecher. Aus dem Schrank kommen die Tante, der Onkel und Timmy. George nimmt Mr. Rowland das Buch mit den Aufzeichnungen ihres Vaters abermals ab. Timmy, der von der Tante an der Leine gehalten wird, reißt die Tante zurück in den Geheimgang. Die anderen beachten dies nicht. George überreicht das Buch ihrem Vater. Onkel Quentin zeigt sich begeistert, das Buch wiederzuhaben. Nun kommt die Tante abermals aus dem Geheimgang, diesmal mit einer Truhe in der Hand. Timmy habe diese gefunden. Die Truhe ist gefüllt mit dem Gold der Schmuggler. Nun erscheinen, wie gerufen, zwei Polizisten auf der Bühne und nehmen die Verbrecher mit. Onkel Quentin wird nicht mehr von Geldproblemen geplagt und versöhnt sich mit seiner Tochter, die Timmy wieder mit ins Haus nehmen darf.

## Hintergrund
1997 wurde zum 100. Geburtstag von Enid Blyton ein Musical namens The Famous Five am King Head Theatre eingeprobt und auf einer sechsmonatigen nationalweiten Tournee aufgeführt. Diese Adaption des Stoffes Fünf Freunde von Enid Blyton für die Musical-Bühne trug zunächst noch den schlichten Namen The Famous Five. Das Buch von John Hogg und Stephannie Crawford entstand in Anlehnung zu den Büchern Fünf Freunde erforschen die Schatzinsel und Fünf Freunde auf neuen Abenteuern. Die Rollen für Anne, Julian, Dick und George wurden mehrfach besetzt und in drei Gruppen aufgeteilt. Das Team Rot (Red Team) bestand aus Elizabeth Marsland (Anne), Lyndon Ogbourne (Julian), Matthew Johnson (Dick) und Vicky Taylor (George). Das Team Blau (Blue Team) bestand aus Olivia Hallinan (Anne), Gareth Derrick (Julian), Richard Power (Dick) und Michelle Wright (George). Das Team Grün war mit Clare Fitton, Jon Lee, Ben McCosker sowie Alison Hughes besetzt.
Das Musical wurde noch im selben Jahr von WOT Films & TV fürs Kings Head Theatre / Hallmark Channel aufgezeichnet. Diese Aufzeichnung am New Victoria Theatre Woking wurde mit den Darstellern des Team Grün gemacht. Der Film erschien unter dem Titel The Famous Five – Smuggler's Gold – The Musical zunächst auf VHS und später auf DVD. Im deutschen Fernsehen wurde der Film bisher wohl noch nicht gezeigt.
Jon Lee (Jonathan Lee), der Julian spielte, wurde ein Jahr nach dem Stück als jüngstes Mitglieder der Musikgruppe S Club 7 bekannt. Auch Clare Fitton, die Anne spielte, ist noch immer als Schauspielerin tätig. Alison Hughes, welche George beziehungsweise Georgina spielte, nennt sich heutzutage verkürzt Allie Hughes und blieb ebenfalls der Schauspielerei treu.

## Medien
- VHS: The Famous Five – Smuggler's Gold – The Musical – Firefly Entertainment (1997)
- DVD: The Famous Five – Smuggler's Gold – The Musical – Delta Visual Entertainment (2004)